# كرة القدم في الألعاب الأولمبية الصيفية 2004 – مسابقة الرجال
شهدت مسابقة كرة القدم للرجال في الألعاب الأولمبية الصيفية التي أقيمت في أثينا وأربع مدن أخرى في اليونان مشاركة 16 منتخب للرجال من ستة اتحادات قارية. تم تقسيم الفرق الستة عشر إلى أربعة مجمعات تحتوى كل منها على أربعة فرق، بحيث لعب كل فريق ضد الآخر مرة واحدة. في نهاية مرحلة المجموعات، تأهل أفضل فريقين إلى مرحلة خروج المغلوب، بدءاً من ربع النهائي وانتهاءاً بالنهائي الذي أقيم في الملعب الأولمبي بأثينا يوم 28 أغسطس 2004.

## التأهل
تأهلت الفرق التالية لمسابقة كرة القدم بدورة الألعاب الأولمبية 2004.
| وسائل التأهل                                      | البطاقات | المتأهل                                                                    |
| ------------------------------------------------- | -------- | -------------------------------------------------------------------------- |
| الدولة المضيفة                                    | 1        | اليونان                                                                    |
| مسابقة آسيا التمهيدية                             | 3        | العراق · اليابان · كوريا الجنوبية                                          |
| مسابقة أفريقيا التمهيدية                          | 4        | غانا · مالي · المغرب · تونس                                                |
| مسابقة الكونكاكاف التمهيدية                       | 2        | المكسيك (الفائز) · كوستاريكا (الوصيف)                                      |
| مسابقة الكونميبول الأولمبية التمهيدية للرجال 2004 | 2        | الأرجنتين (الفائز) · باراغواي (الوصيف)                                     |
| مسابقة أوقيانوسيا التمهيدية                       | 1        | أستراليا                                                                   |
| بطولة أوروبا تحت 21 سنة لكرة القدم 2004           | 3        | إيطاليا (الفائز) · صربيا والجبل الأسود (الوصيف) · البرتغال (المركز الثالث) |
| المجموع                                           | 16       |                                                                            |

## حكام المباريات
| أفريقيا - عصام عبد الفتاح - ديفين إيفيه آسيا - صبح الدين محمد صالح | أمريكا الشمالية والوسطى - بينيتو أرتشونديا - كارلوس باتريس أمريكا الجنوبية - هوراسيو إليزوندو - خورخي لاريوندا - كارلوس توريس | أوروبا - ماسيمو دي سانتيس - كلاوس بو لارسن - إريك بولا - كيروس فاساراس أوقيانوسيا - تشارلز أريوتيما |

## التصنيف
| الوعاء 1: أوروبا                                              | الوعاء 2: الأمريكتين                         | الوعاء 3: أفريقيا             | الوعاء 4: آسيا وأوقيانوسيا                     |
| ------------------------------------------------------------- | -------------------------------------------- | ----------------------------- | ---------------------------------------------- |
| - اليونان (المضيف) - إيطاليا - البرتغال - صربيا والجبل الأسود | - الأرجنتين - كوستاريكا - المكسيك - باراغواي | - غانا - مالي - المغرب - تونس | - العراق - اليابان - كوريا الجنوبية - أستراليا |

## المسابقة النهائية
رمز:
- الفرق البارزة باللون الأخضر عبرت إلى مرحلة خروج المغلوب.

### المرحلة الأولى

#### المجموعة أ
| فريق           | لعب | ف | ت | خ | له | عليه | ف.أ | نقاط |
| -------------- | --- | - | - | - | -- | ---- | --- | ---- |
| مالي           | 3   | 1 | 2 | 0 | 5  | 3    | +2  | 5    |
| كوريا الجنوبية | 3   | 1 | 2 | 0 | 6  | 5    | +1  | 5    |
| المكسيك        | 3   | 1 | 1 | 1 | 3  | 3    | 0   | 4    |
| اليونان        | 3   | 0 | 1 | 2 | 4  | 7    | −3  | 1    |

| كوريا الجنوبية                       | 2–2   | اليونان                                 |
| ------------------------------------ | ----- | --------------------------------------- |
| كيم دونغ-جين 43' · فينترا 64' (ه.ذ.) | تقرير | تاراليديس 78' · بابادوبولوس 82' (ركلة.) |

| مالي | 0–0   | المكسيك |
| ---- | ----- | ------- |
|      | تقرير |         |

| كوريا الجنوبية  | 1–0   | المكسيك |
| --------------- | ----- | ------- |
| كيم جونغ-وو 16' | تقرير |         |

| اليونان | 0–2   | مالي                 |
| ------- | ----- | -------------------- |
|         | تقرير | بيرتي 2' · ندياي 45' |

| كوريا الجنوبية                            | 3–3   | مالي               |
| ----------------------------------------- | ----- | ------------------ |
| تشو جاي-جين 57'، 59' · تامبورا 64' (ه.ذ.) | تقرير | ندياي 7'، 24'، 55' |

| اليونان                                 | 2–3   | المكسيك                     |
| --------------------------------------- | ----- | --------------------------- |
| تاراليديس 82' (ركلة.) · ستولتيديس 90+3' | تقرير | ماركيز 47' · برافو 70'، 86' |

#### المجموعة ب
| فريق     | لعب | ف | ت | خ | له | عليه | ف.أ | نقاط |
| -------- | --- | - | - | - | -- | ---- | --- | ---- |
| باراغواي | 3   | 2 | 0 | 1 | 6  | 5    | +1  | 6    |
| إيطاليا  | 3   | 1 | 1 | 1 | 5  | 5    | 0   | 4    |
| غانا     | 3   | 1 | 1 | 1 | 4  | 4    | 0   | 4    |
| اليابان  | 3   | 1 | 0 | 2 | 6  | 7    | −1  | 3    |

| باراغواي                                  | 4–3   | اليابان                                    |
| ----------------------------------------- | ----- | ------------------------------------------ |
| خيمينيز 5' · كاردوزو 26'، 37' · توريس 62' | تقرير | أونو 22' (ركلة.)، 53' (ركلة.) · أوكوبو 81' |

| غانا                   | 2–2   | إيطاليا                   |
| ---------------------- | ----- | ------------------------- |
| بابو 36' · أبياه 45+1' | تقرير | بينزي 49' · جيلاردينو 83' |

| باراغواي   | 1–2   | غانا                  |
| ---------- | ----- | --------------------- |
| غامارا 76' | تقرير | تييرو 81' · أبياه 84' |

| اليابان                   | 2–3   | إيطاليا                        |
| ------------------------- | ----- | ------------------------------ |
| آبي 21' · تاكاماتسو 90+1' | تقرير | دي روسي 3' · جيلاردينو 8'، 36' |

| باراغواي   | 1–0   | إيطاليا |
| ---------- | ----- | ------- |
| باريرو 14' | تقرير |         |

| اليابان    | 1–0   | غانا |
| ---------- | ----- | ---- |
| أوكوبو 37' | تقرير |      |

#### المجموعة ج
| فريق                | لعب | ف | ت | خ | له | عليه | ف.أ | نقاط |
| ------------------- | --- | - | - | - | -- | ---- | --- | ---- |
| الأرجنتين           | 3   | 3 | 0 | 0 | 9  | 0    | +9  | 9    |
| أستراليا            | 3   | 1 | 1 | 1 | 6  | 3    | +3  | 4    |
| تونس                | 3   | 1 | 1 | 1 | 4  | 5    | −1  | 4    |
| صربيا والجبل الأسود | 3   | 0 | 0 | 3 | 3  | 14   | −11 | 0    |

| تونس         | 1–1   | أستراليا   |
| ------------ | ----- | ---------- |
| الزيتوني 69' | تقرير | ألويسي 45' |

| الأرجنتين                                                                | 6–0   | صربيا والجبل الأسود |
| ------------------------------------------------------------------------ | ----- | ------------------- |
| ديلغادو 11' · ك. غونزاليز 17' · تيفيز 42'، 43' · هاينزه 74' · رواليس 77' | تقرير |                     |

| صربيا والجبل الأسود | 1–5   | أستراليا                                       |
| ------------------- | ----- | ---------------------------------------------- |
| رادونييتش 72'       | تقرير | كيهيل 11' · ألويسي 45+1'، 57' · الريش 60'، 86' |

| الأرجنتين               | 2–0   | تونس |
| ----------------------- | ----- | ---- |
| تيفيز 39' · سافيولا 72' | تقرير |      |

| الأرجنتين     | 1–0   | أستراليا |
| ------------- | ----- | -------- |
| داليساندرو 9' | تقرير |          |

| صربيا والجبل الأسود          | 2–3   | تونس                                             |
| ---------------------------- | ----- | ------------------------------------------------ |
| كراسيتش 70' · فوكتشيفيتش 87' | تقرير | كلايتون 41' · الجديدي 83' (ركلة.) · الزيتوني 89' |

#### المجموعة د
| فريق      | لعب | ف | ت | خ | له | عليه | ف.أ | نقاط |
| --------- | --- | - | - | - | -- | ---- | --- | ---- |
| العراق    | 3   | 2 | 0 | 1 | 7  | 4    | +3  | 6    |
| كوستاريكا | 3   | 1 | 1 | 1 | 4  | 4    | 0   | 4    |
| المغرب    | 3   | 1 | 1 | 1 | 3  | 3    | 0   | 4    |
| البرتغال  | 3   | 1 | 0 | 2 | 6  | 9    | −3  | 3    |

| كوستاريكا | 0–0   | المغرب |
| --------- | ----- | ------ |
|           | تقرير |        |

| العراق                                                | 4–2   | البرتغال                             |
| ----------------------------------------------------- | ----- | ------------------------------------ |
| ع. محمد 16' · ه. محمد 29' · ي. محمود 56' · سدير 90+3' | تقرير | عبد الجبار 13' (ه.ذ.) · بوسينغوا 45' |

| كوستاريكا | 0–2   | العراق                 |
| --------- | ----- | ---------------------- |
|           | تقرير | ه. محمد 67' · كريم 72' |

| المغرب   | 1–2   | البرتغال                   |
| -------- | ----- | -------------------------- |
| بودن 85' | تقرير | رونالدو 40' · ر. كوستا 73' |

| المغرب                      | 2–1   | العراق   |
| --------------------------- | ----- | -------- |
| بودن 69' (ركلة.) · عقال 77' | تقرير | سدير 63' |

| كوستاريكا                                                   | 4–2   | البرتغال                |
| ----------------------------------------------------------- | ----- | ----------------------- |
| فيالوبوس 50' · ميرا 68' (ه.ذ.) · سابوريو 71' · برينيس 90+1' | تقرير | ألميدا 29' · ريبيرو 54' |

## مرحلة خروج المغلوب
|  | ربع النهائي          | ربع النهائي        |                    |   | نصف النهائي | نصف النهائي |  |  | النهائي | النهائي |
|  |                      |                    |                    |   |             |             |  |  |         |         |
|  | 21 أغسطس – بيرايوس   |                    |                    |   |             |             |  |  |         |         |
|  |                      |                    |                    |   |             |             |  |  |         |         |
|  | مالي                 | 0                  |                    |   |             |             |  |  |         |         |
|  | مالي                 | 0                  | 24 أغسطس – بيرايوس |   |             |             |  |  |         |         |
|  | إيطاليا (ب.و.إ.)     | 1                  |                    |   |             |             |  |  |         |         |
|  | إيطاليا (ب.و.إ.)     | 1                  | إيطاليا            | 0 |             |             |  |  |         |         |
|  | 21 أغسطس – باتراس    |                    | إيطاليا            | 0 |             |             |  |  |         |         |
|  |                      | الأرجنتين          | 3                  |   |             |             |  |  |         |         |
|  | الأرجنتين            | الأرجنتين          | 3                  | 4 |             |             |  |  |         |         |
|  | الأرجنتين            |                    | 28 أغسطس – أثينا   | 4 |             |             |  |  |         |         |
|  | كوستاريكا            | 0                  |                    |   |             |             |  |  |         |         |
|  | كوستاريكا            | 0                  | الأرجنتين          | 1 |             |             |  |  |         |         |
|  | 21 أغسطس – هيراكليون |                    | الأرجنتين          | 1 |             |             |  |  |         |         |
|  |                      | باراغواي           | 0                  |   |             |             |  |  |         |         |
|  | العراق               | باراغواي           | 0                  | 1 |             |             |  |  |         |         |
|  | العراق               | 24 أغسطس – سالونيك |                    | 1 |             |             |  |  |         |         |
|  | أستراليا             | 0                  |                    |   |             |             |  |  |         |         |
|  | أستراليا             | 0                  | العراق             | 1 |             |             |  |  |         |         |
|  | 21 أغسطس – سالونيك   |                    | العراق             | 1 |             |             |  |  |         |         |
|  |                      | باراغواي           | 3                  |   |             |             |  |  |         |         |
|  | باراغواي             | باراغواي           | 3                  | 3 |             |             |  |  |         |         |
|  | باراغواي             |                    |                    | 3 |             |             |  |  |         |         |
|  | كوريا الجنوبية       | 2                  |                    |   |             |             |  |  |         |         |
|  | كوريا الجنوبية       | 2                  |                    |   |             |             |  |  |         |         |

### ربع النهائي
| مالي | 0–1 (ب.و.إ.) | إيطاليا   |
| ---- | ------------ | --------- |
|      | تقرير        | بوفو 116' |

| العراق      | 1–0   | أستراليا |
| ----------- | ----- | -------- |
| ع. محمد 64' | تقرير |          |

| الأرجنتين                         | 4–0   | كوستاريكا |
| --------------------------------- | ----- | --------- |
| ديلغادو 24' · تيفيز 43'، 82'، 83' | تقرير |           |

| باراغواي                      | 3–2   | كوريا الجنوبية              |
| ----------------------------- | ----- | --------------------------- |
| باريرو 19'، 71' · كاردوزو 61' | تقرير | لي تشون-سو 74'، 79' (ركلة.) |

### نصف النهائي
| إيطاليا | 0–3   | الأرجنتين                                        |
| ------- | ----- | ------------------------------------------------ |
|         | تقرير | تيفيز 16' · لوتشو غونزاليز 69' · م. غونزاليز 84' |

| العراق    | 1–3   | باراغواي                      |
| --------- | ----- | ----------------------------- |
| فرحان 83' | تقرير | كاردوزو 17'، 34' · باريرو 68' |

### مباراة الميدالية البرونزية
| إيطاليا      | 1–0   | العراق |
| ------------ | ----- | ------ |
| جيلاردينو 8' | تقرير |        |

### مباراة الميدالية الذهبية
| الأرجنتين | 1–0   | باراغواي |
| --------- | ----- | -------- |
| تيفيز 18' | تقرير |          |

## الترتيب النهائي
| ترتيب | فريق                      | لعب | ف | ت | خ | له | عليه | ف.أ | نقاط |
| ----- | ------------------------- | --- | - | - | - | -- | ---- | --- | ---- |
| 1     | الأرجنتين (ARG)           | 6   | 6 | 0 | 0 | 17 | 0    | +17 | 18   |
| 2     | باراغواي (PAR)            | 6   | 4 | 0 | 2 | 12 | 9    | +3  | 12   |
| 3     | إيطاليا (ITA)             | 6   | 3 | 1 | 2 | 7  | 8    | −1  | 10   |
| 4     | العراق (IRQ)              | 6   | 3 | 0 | 3 | 9  | 8    | +1  | 9    |
| 5     | مالي (MLI)                | 4   | 1 | 2 | 1 | 5  | 4    | +1  | 5    |
| 6     | كوريا الجنوبية (KOR)      | 4   | 1 | 2 | 1 | 8  | 8    | 0   | 5    |
| 7     | أستراليا (AUS)            | 4   | 1 | 1 | 2 | 6  | 4    | +2  | 4    |
| 8     | كوستاريكا (CRC)           | 4   | 1 | 1 | 2 | 4  | 8    | −4  | 4    |
| 9     | غانا (GHA)                | 3   | 1 | 1 | 1 | 4  | 4    | 0   | 4    |
| 10    | المغرب (MAR)              | 3   | 1 | 1 | 1 | 3  | 3    | 0   | 4    |
| 10    | المكسيك (MEX)             | 3   | 1 | 1 | 1 | 3  | 3    | 0   | 4    |
| 12    | تونس (TUN)                | 3   | 1 | 1 | 1 | 4  | 5    | −1  | 4    |
| 13    | اليابان (JPN)             | 3   | 1 | 0 | 2 | 6  | 7    | −1  | 3    |
| 14    | البرتغال (POR)            | 3   | 1 | 0 | 2 | 6  | 9    | −3  | 3    |
| 15    | اليونان (GRE)             | 3   | 0 | 1 | 2 | 4  | 7    | −3  | 1    |
| 16    | صربيا والجبل الأسود (SCG) | 3   | 0 | 0 | 3 | 3  | 14   | −11 | 0    |

## الإحصائات

### مسجلي الأهداف
بتسجيله 8 أهداف، تصدر كارلوس تيفيز لاعب الأرجنتين لائحة الهدافين. سجل 101 هدفاً في المجمل عن طريق 65 لاعب مختلف، بما فيها أربعة أهداف سجلت بالخطأ.
8 أهداف
- كارلوس تيفيز

5 أهداف
- خوسيه كاردوزو

4 أهداف
- ألبرتو جيلاردينو
- تينيما ندياي
- فريدي باريرو

3 أهداف
- جون ألويسي

هدفين
- سيزار ديلغادو
- أحمد الريش
- ستيفن أبياه
- جيانيس تاراليديس
- عماد محمد
- هوار ملا محمد
- صالح سدير
- يوشيتو أوكوبو
- شينجي أونو
- عمر برافو
- بوعبيد بودن
- تشو جاي-جين
- لي تشون-سو
- علي الزيتوني

هدف
- أندريس داليساندرو
- غابرييل هاينزه
- كيلي غونزاليز
- لوتشو غونزاليز
- ماريانو غونزاليز
- ماورو روزاليس
- خافيير سافيولا
- تيم كيهيل
- بابلو برينيس
- ألفارو سابوريو
- خوسيه فيالوبوس
- إيمانويل بابو
- ويليام تييرو
- ديميتريس بابادوبولوس
- يروكليس ستولتيديس
- رزاق فرحان
- مهدي كريم
- يونس محمود
- تشيزاري بوفو
- دانييلي دي روسي
- جيامبييرو بينزي
- يوكي آبي
- دايكي تاكاماتسو
- مامادي بيرتي
- رافييل ماركيز لوغو
- صلاح الدين عقال
- كارلوس غامارا
- بابلو خيمينيز
- أوريليانو توريس
- هوغو ألميدا
- جوزيه بوسينغوا
- ريكاردو كوستا
- جورجي ريبيرو
- كريستيانو رونالدو
- ميلوش كراسيتش
- سرجان رادونييتش
- سيمون فوكتشيفيتش
- كي دونغ-جين
- كيم جونغ-وو
- كلايتون
- محمد الجديدي

أهداف ذاتية
- لوكاس فينترا (لعب ضد كوريا الجنوبية)
- أداما تامبورا (لعب ضد كوريا الجنوبية)
- حيدر عبد الجبار (لعب ضد البرتغال)
- فرناندو ميرا (لعب ضد كوستاريكا)

## روابط خارجية
- Olympic Football Tournaments Athens 2004 – Men, FIFA.com
- RSSSF Summary
- FIFA Technical Report